# 퍈세
퍈세(러시아어: пянсе) 또는 피고댜(러시아어: пигодя, 복수: пигоди 피고디[*])는 러시아식 한국 음식이다. 돼지고기와 양배추, 양파, 고수 잎을 넣어 만들며, 왕만두와 유사하다.

## 어원
"피고댜(пигодя)"의 어원은 고려말 "베고자"이다.

## 같이 보기
- 밴새
- 편수